# Nick McCrory
Nick McCrory, né le 9 août 1991 à Durham (Caroline du Nord), est un plongeur américain.

## Carrière
Aux Jeux olympiques d'été de 2012, Nick McCrory est médaillé de bronze du haut-vol à 10 mètres synchronisé avec David Boudia.